# Ламбетская конференция
Ламбетская конференция — собрание епископов англиканского сообщества, созываемое архиепископом Кентерберийским раз в десятилетие. Первая такая конференция состоялась в 1867 году.
Поскольку Англиканское сообщество — это международная ассоциация автономных национальных и региональных церквей, а не руководящий орган, Ламбетские конференции выполняют объединительную и консультативную функцию, выражая «мысли сообщества» по насущным вопросам. Резолюции, принимаемые на Ламбетской конференцией, не имеют юридической силы, но, тем не менее, имеют влияние. Таким образом, хотя резолюции конференций не имеют формы законов, они «обладают большим моральным и духовным авторитетом». «Её заявления по социальным вопросам повлияли на церковную политику в церквях».
Эти конференции являются одним из четырёх «институтов управления Сообществом».